# Mary Hamilton
Pour les articles homonymes, voir Hamilton, Mary Hamilton (femme politique) et Mary Hamilton (ballade).
Mary Darby épouse Hamilton (née le 30 septembre 1954 à Waipukurau) est une cavalière néo-zélandaise de concours complet.
Elle participe aux Jeux olympiques d'été de 1984 à Los Angeles, finissant à la 22e place de l'épreuve individuelle et sixième de l'épreuve par équipe.